# 더 스와브릭스
더 스와브릭스(The Swarbriggs)는 아일랜드의 음악 그룹이다. 2차례의 유로비전 송 콘테스트(1975, 1977)에서 아일랜드 대표로 참가했다.